# François Diday
François Diday (født 12. februar 1802 i Genève, død 28. november 1877 sammesteds) var en schweizisk landskabsmaler.
Diday studerede på tegneskolen i Genève, i Rom og Paris, og efter hjemkomsten skildrede han sit fædrelands højfjeldsnatur i stort sete landskaber. Han blev den højt ansete fører for den schweiziske stab af malere af alpenaturen, således lærer for Alexandre Calame. I arbejder som Mølle i Montreux, Stormen (1831), Sennhytte i Meiringer Thal, En Fiskerbaad paa den oprørte Genève-Sø viser hans talent sig i dets bedste udfoldning. Schweiz’ museer ejer gode prøver på hans kunst: Musée Rath i Genève, Basels museum med flere. Han udgav 1844 Croquis med otte litograferede landskabsbilleder.